# Sziszavang Vong Egyetem
A Sziszavang Vong Egyetem Laosz első felsőoktatási intézménye, egyeteme volt. 
1958-ban alapították, nevét Sziszavang Vongról, Laosz királyáról kapta. 1969-re három fő tagintézménye volt: a Pedagógiai Főiskola, a Királyi Orvosi Intézet, és a Királyi Jogtudományi és Közigazgatási Intézet. Központja Vientiánban volt, de ezenkívül kisebb fiókintézményei voltak még Luangprabangban, Szavannakhetben és Pakszéban.
A kommunista hatalomátvétel után a tanárok nagy részét elüldözték, és az egyetem megszűnt, kisebb főiskolákra és intézetekre esett szét. Ezután az országnak 1995-ig, a Laoszi Nemzeti Egyetem megalakításáig nem volt egyeteme.